# Babək (Rayon)
Babək (auch Babäk oder Babek) ist ein Rayon in Aserbaidschan in der Autonomen Republik Nachitschewan. Die Hauptstadt des Bezirks ist die Stadt Babək.

## Geografie
Der Bezirk liegt an der Grenze zu Iran, die der Fluss Aras bildet, und umschließt die Stadt Naxçıvan. Es gibt mehrere Mineralwasserquellen.

## Bevölkerung
Im Rayon leben 76.500 Einwohner (Stand: 2021). 2009 betrug die Einwohnerzahl 71.400. Die Einwohner verteilen sich auf 43 Siedlungen.

## Wirtschaft
Die Region ist landwirtschaftlich geprägt. Es werden Gemüse, Getreide und subtropische Früchte angebaut. Außerdem gibt es mehrere verarbeitende Industriebetriebe.